# 1711 en architecture
| Années de l'architecture : 1708 - 1709 - 1710 - 1711 - 1712 - 1713 - 1714    |
| Décennies de l'architecture : 1680 - 1690 - 1700 - 1710 - 1720 - 1730 - 1740 |

Cet article présente les faits marquants de l'année 1711 en architecture.

## Réalisations
- Construction de la Marlborough House à Londres par Christopher Wren.

## Événements
- Robert de Cotte dessine le péristyle du Grand Trianon de Versailles sur les consignes de Louis XIV.
- Découverte archéologique d’Herculanum.

## Naissances
- Date précise inconnue : 
  - Pierre Desmaisons, architecte français († 1795).

## Décès
- x